# Fokko Mees
Fokko Alting Mees (Batavia (Nederlands-Indië), 27 juli 1887 – Aix-les-Bains (Frankrijk), 27 december 1968) was een Nederlands graficus, tekenaar, houtsnijder, etser, illustrator en boekbandontwerper.
Mees was een telg uit het geslacht Mees. Hij werd geboren Nederlands-Indië in als zoon van bankier Regnerus Tjaarda Mees en Constance Theodora Gerhardine van Zijll de Jong. Hij werd vernoemd naar zijn grootvader, minister Fokko Alting Mees. Hij leerde het vak bij Ferdinand Hart Nibbrig en Toon de Jong en op de Academie van Beeldende Kunsten in Den Haag.
Mees woonde en werkte in Laren, Amsterdam, Den Haag, Parijs en Nice (sedert 1939). Hij was lid van de Haagse Pulchri Studio.
Fokko Mees was een specialist in vrije grafiek, onder andere met boekillustraties, gelegenheidsgrafiek en vooral ex libris.
Op 5 juli 1934 trouwde hij met Katalin Pataky in Boedapest.

## Afbeeldingen

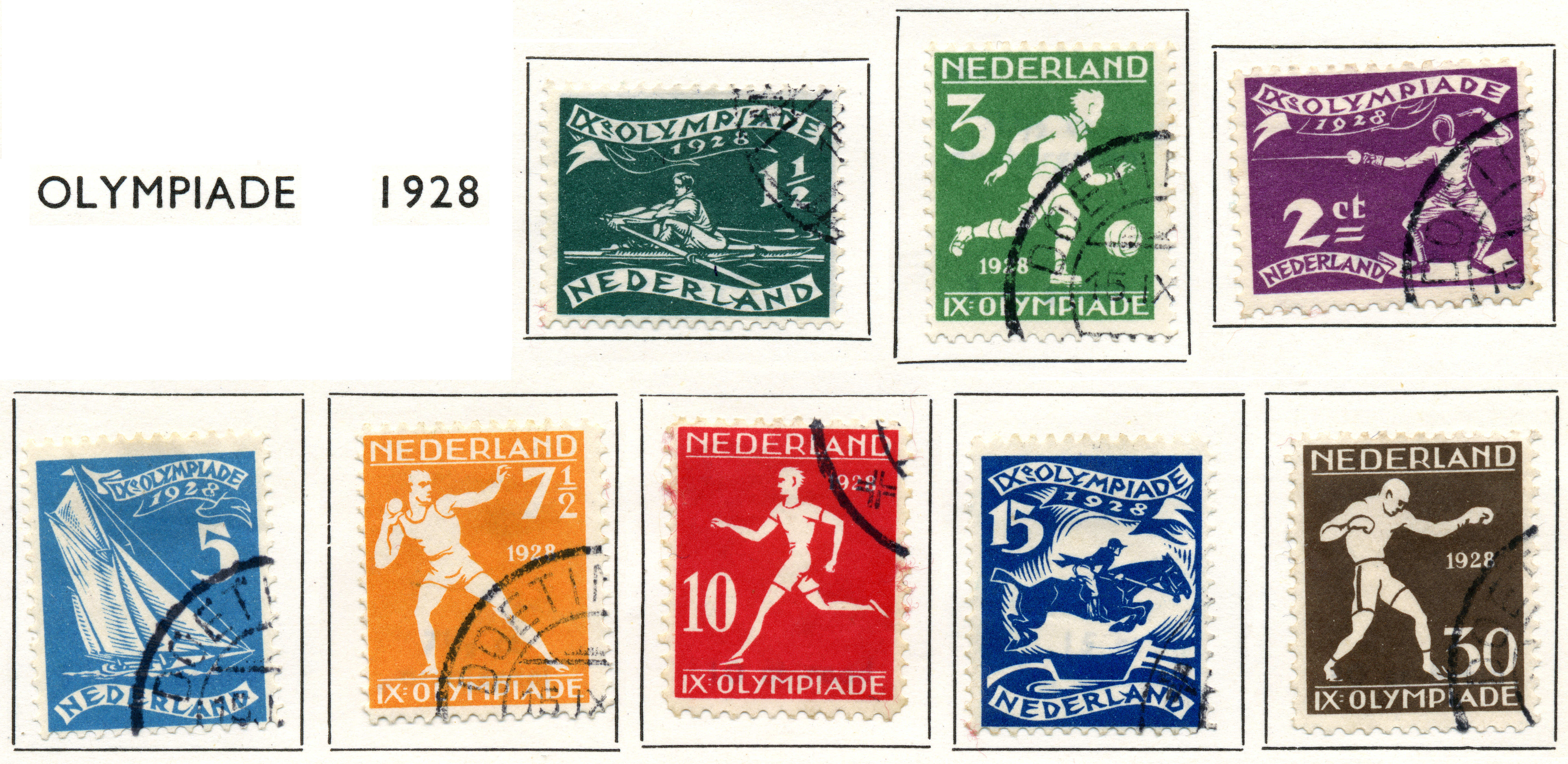
Fokko Mees ontwerper van de zegels van 1½, 2, 5 en 15 cent

- Biografisch Portaal: 40793663
- International Standard Name Identifier: 0000 0000 4886 1214
- Library of Congress Control Number: no2007039340
- Nationale Bibliotheek van Tsjechië: xx0218344
- Nederlandse Thesaurus van Auteursnamen: 069564302
- RKD-Nederlands Instituut voor Kunstgeschiedenis: 54529
- Virtual International Authority File: 34231121
- WorldCat: E39PBJcR6vdhFcr6f3YGPbWdQq